# Robbie Merrill
Robbie Merrill (Lawrence, SAD, 13. lipnja 1963.) je američki basist najpoznatiji kao basist američkog hard rock, heavy metal sastava Godsmack. Također svira u sastavu Another Animal.

## Diskografija

### Godsmack (1995. – danas)
- All Wound Up (1997.) (demoalbum)
- Godsmack (1998.)
- Awake (2000.)
- Faceless (2003.)
- The Other Side (EP) (2004.)
- IV (2006.)
- Good Times, Bad Times... Ten Years of Godsmack (2007.) (kompilacija)
- The Oracle (2010.)
- Live & Inspired (2012.) (koncertni album)
- 1000hp (2014.)
- When Legends Rise (2018.)

### Another Animal
- Another Animal (2007.)